# Zájmy Slovače

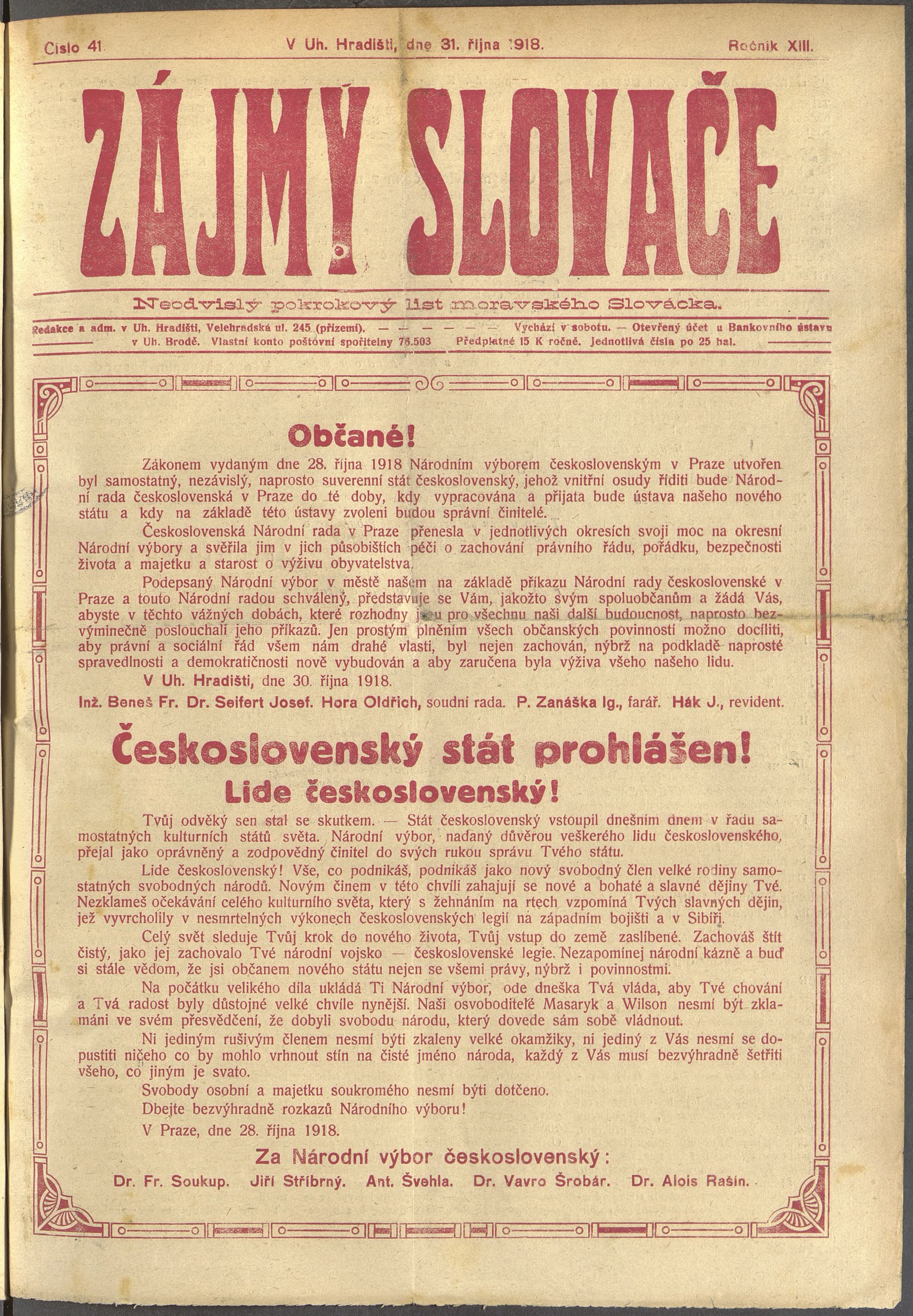
Zájmy Slovače 31. 10. 1918, oznámení vzniku Československa

Zájmy Slovače (Neodvislý pokrokový list moravského Slovácka) byly regionální noviny vycházející v letech 1907–1938.

## Historie
List Zájmy Slovače vznikl spojením dvou periodik. Na titulní straně prvního čísla, které vyšlo 5. října 1907 se píše: „Přejímaje tímto číslem redakci spojených listů – »Nové Slovače« a »Zájmů Lidu« – slibuji pouze tolik, že plnou měrou poctivě a svědomitě konati budu svou odtud vyplývající povinnost.“ Redakce vysvětluje i důvod spojení: „Oba spojené listy naše »Nová Slovač« i »Zájmy lidu« měly společný program, který během doby svého vycházení oba měly plně příležitost nejen naznačiti, ale v praxi také i prováděti.“
Periodikum vycházelo jednou za týden (v pátek nebo v sobotu), mimo let 1908 a 1913–1916, kdy bylo vydáváno dvakrát do týdne (v úterý a v pátek nebo ve středu a v sobotu). K prvnímu zdražení došlo už po dvou letech, z 10 na 12 haléřů. V roce 1918 se cena týdeníků razantně zvýšila na 20 haléřů, Důvody (v době probíhající světové války) naznačuje například číslo z 26. června 1918: „K lask. povšimnutí! Neustálé zdražování režie časopisu nutí znovu k protiopatřením. Poměry, s jakými tisk zápasí, jsou již nesnesitelné. Ani jediný druh potřebných surovin nelze již dostati pravidelnou cestou. Rotační papír podražil o 400 procent. Domnívali jsme se, že úprava výše předplatného, kterou jsme před půl rokem provedli, stačí k tomu, bychom alespoň celý rok režii svou kryli. Avšak zdražování jest tak překotné, že opatření to už nám nestačí. V roce 1933 cena jednoho výtisku činila už 70 haléřů. Počet stránek průběžně kolísal mezi 4 až 12 včetně 2 až 4 stran s inzercí a reklamou. 

## Struktura
Struktura novin i přes změny majitelů a vydavatelů výraznou změnou neprošla. Hlavní články, které nebývaly vždy zpravodajské, byly doplněny na první nebo druhé straně feuilletonem, besídkou nebo textem na pokračování. Následovala zpravodajská část rozdělena do rubrik podle politických, místních, různých, kulturních nebo krajských zpráv. Reklama a inzerce byly očividně hlavním příjmem novin, byly vkládány i do textu. Poslední stránky jim byly věnovány celé.

## Podnázvy
- 1906–1919 – Neodvislý list moravského Slovácka
- 1919–1921 – Krajinský list československé Národní demokracie
- 1921 – Źupní list
- 1921–1928 – Neodvislý pokrokový orgán Slovácka a župy uhersko–hradišťské
- 1933 – Týdeník čsl. národní demokracie pro Zlín a okolí
- 1933–1935 – Týdeník čsl. národní demokracie pro Uh. Hradiště a okolí.
- 1935 – Neodvislý týdeník pro Uh. Hradiště a okolí
- 1935–1936 – Časopis pro spolupráci s zemědělstvím
- 1936 – Časopis pro spolupráci zemědělství s průmyslem, obchodem a živností.

## Majitelé a vydavatelé
- 1907–1919 – Politický spolek pokrokový pro Slovácko v Uherském Hradišti a Uherském Brodě
- 1919–1922 – Krajská organisace Čs. národní demokracie
- 1922–1924 – Ludvík Bartoš
- 1924–1938 – Josef Lehkoživ